# يونس مالي
يونس مالي (مواليد 24 فبراير 1992) هو لاعب كرة قدم. يلعب مع منتخب تركيا لكرة القدم. سبق له أن لعب في بطولة أمم أوروبا لكرة القدم 2016 مع منتخب بلاده.

## روابط خارجية
- يونس مالي على موقع الاتحاد الدولي (مؤرشف)  (الإنجليزية)
- يونس مالي على موقع الاتحاد الأوربي (الإنجليزية)
- يونس مالي على موقع اتحاد تركيا (لاعب) (الإنجليزية)
- يونس مالي على موقع قاعدة بيانات كرة القدم.إي يو (الإنجليزية)
- يونس مالي على موقع بيانات كرة القدم. دي إي (الألمانية)
- يونس مالي على موقع ناشيونال فوتبول تيمز (الإنجليزية)
- يونس مالي على موقع Soccerway.com (الإنجليزية)
- يونس مالي على موقع عالم كرة القدم.نت (الإنجليزية)
- يونس مالي على موقع AS.com (الإسبانية)